# National Red Cross Pageant
National Red Cross Pageant er en amerikansk stumfilm fra 1917 af Christy Cabanne.

## Medvirkende
- Edith Wynne Matthison
- Douglas Wood - Herald
- Ethel Barrymore
- Kitty Gordon - Bruges
- Margaret Moreland - Ghent